# Algerische Fußballnationalmannschaft (U-20-Männer)
Die algerische U-20-Fußballnationalmannschaft ist eine Auswahlmannschaft algerischer Fußballspieler. Sie unterliegt der Fédération Algérienne de Football und repräsentiert sie international auf U-20-Ebene, etwa in Freundschaftsspielen gegen die Auswahlmannschaften anderer nationaler Verbände oder bei U-20-Afrikameisterschaften und U-20-Weltmeisterschaften.
Die Mannschaft nahm bislang an einer U-20-Weltmeisterschaft teil. Sie erreichte dabei 1979 in Japan das Viertelfinale, verlor dieses aber gegen den späteren Weltmeister Argentinien.
1979 wurde die Mannschaft Afrikameister. Zudem erreichte sie dreimal den dritten Platz (1981, 1983 und 1989).

## Teilnahme an U-20-Weltmeisterschaften
| 1977 | nicht qualifiziert |
| 1979 | Viertelfinale      |
| 1981 | nicht qualifiziert |
| 1983 | nicht qualifiziert |
| 1985 | nicht qualifiziert |
| 1987 | nicht qualifiziert |
| 1989 | nicht qualifiziert |
| 1991 | nicht qualifiziert |
| 1993 | nicht qualifiziert |
| 1995 | nicht qualifiziert |
| 1997 | nicht qualifiziert |
| 1999 | nicht qualifiziert |
| 2001 | nicht qualifiziert |
| 2003 | nicht qualifiziert |
| 2005 | nicht qualifiziert |
| 2007 | nicht qualifiziert |
| 2009 | nicht qualifiziert |
| 2011 | nicht qualifiziert |
| 2013 | nicht qualifiziert |
| 2015 | nicht qualifiziert |
| 2017 | nicht qualifiziert |
| 2019 | nicht qualifiziert |
| 2023 | nicht qualifiziert |

## Teilnahme an U-20-Afrikameisterschaften
| 1979 | Sieger             |
| 1981 | 3. Platz           |
| 1983 | 3. Platz           |
| 1985 | Achtelfinale       |
| 1987 | nicht teilgenommen |
| 1989 | 3. Platz           |
| 1991 | qualifiziert 1     |
| 1993 | nicht qualifiziert |
| 1995 | nicht qualifiziert |
| 1997 | nicht qualifiziert |
| 1999 | nicht qualifiziert |
| 2001 | nicht qualifiziert |
| 2003 | nicht qualifiziert |
| 2005 | nicht qualifiziert |
| 2007 | nicht qualifiziert |
| 2009 | nicht qualifiziert |
| 2011 | nicht qualifiziert |
| 2013 | Vorrunde           |
| 2015 | nicht teilgenommen |
| 2017 | nicht qualifiziert |
| 2019 | nicht qualifiziert |
| 2021 | nicht qualifiziert |
| 2023 | nicht qualifiziert |